# 사가미코쿠분 신호장
사가미코쿠분 신호장(일본어: 相模国分信号所)은 일본 가나가와현 에비나시에 위치한 사가미 철도 본선과 아쓰기 선의 신호장이다. 또한, 소테쓰 그룹 요람에서는 신호소가 아닌 화물역으로 기록되어 있다.

## 신호장 구조
에비나역 진입 전에 복선의 본선에서 단선의 아쓰기 선이 분기한다. 신호소 구내의 요코하마 방향으로는 신호장의 소초가 있다. 여객 열차는 전 열차가 통과한다.

## 역 주변
- 가나가와 현도 407호 스기쿠보자마 선
- 크리에이트 SD에비나 고쿠분키타점
- 시미즈데라 공원
- 야요이 신사
- 류호지
- 사가미코쿠분니지 흔적

## 역사
- 1926년 5월 12일: 가미나카 철도선 후타마타가와 ~ 아쓰기 간 개통 시에 사가미코쿠분역으로 개설. 당시에는 현재의 아쓰기 선이 본선 격이었다.
- 1941년 11월 25일: 사가미코쿠분 ~ 에비나 간 개통으로, 사가미코쿠분 ~ 나카신덴구치 구간 여객 영업 폐지(아쓰기 ~ 나카신덴구치 사이는 정식 폐지). 본 역의 여객 영업 폐지(화물역으로는 존속).
- 1970년 10월 19일: 차급 화물 영업 폐지, 신호장으로 격하됨.

## 인접역
| 사가미 철도 본선              | 사가미 철도 본선 | 사가미 철도 본선        |
| ----------------------------- | ---------------- | ----------------------- |
| SO17 가시와다이 요코하마 방면 |                  | 에비나 SO18 에비나 방면 |
| 사가미 철도 아쓰기 선         |                  |                         |
| 시·종착역                     |                  | 아쓰기 아쓰기 방면      |